# Lamillarié
Lamillarié is een gemeente in het Franse departement Tarn (regio Occitanie) en telt 402 inwoners (2005). De plaats maakt deel uit van het arrondissement Albi.

## Geografie
De oppervlakte van Lamillarié bedraagt 14,0 km², de bevolkingsdichtheid is 28,7 inwoners per km².
De onderstaande kaart toont de ligging van Lamillarié met de belangrijkste infrastructuur en aangrenzende gemeenten.

## Demografie
Onderstaande figuur toont het verloop van het inwonertal (bron: INSEE-tellingen).
Sinds 2013 wonen er 4 Nederlanders in Lamillarié.